# 1363 Herberta
1363 Herberta este un asteroid din centura principală, descoperit pe 30 august 1935, de Eugène Delporte.